# Победнице светских првенстава у атлетици на отвореном — 3.000 метара
Дисциплина трчања на 3.000 м у женској конкуренцији била је у програмуод 1. Светског првенства 1983., до 5. Светског првенства 1995. у Гетеборгу када је замењена дисциплином 5.000 метара.
Навише успеха у појединачној конкуренцији имала је Татјана Самоленко-Доровских (СССР) са две узастопне златне медаље. У екипној конкуренцији најбоље су представнице СССРа са 4 освојене медаља од којих 2 златне 1 сребрна и 1 бронзана.
Победнице светских првенстава и њихови резултати приказани су у следећој табели. Резултати су дати у минутама.
| Светско првенство     |                                  | Резултат    |                               | Резултат |                              | Резултат    |
| Хелсинки 1983. детаљи | Мери Декер САД                   | 8:34,62 РСП | Бригите Краус Западна Немачка | 8:35,11  | Татјана Казанкина СССР       | 8:35,13     |
| Рим 1987. детаљи      | Татјана Самоленко-Доровских СССР | 8:38,73     | Маричика Пујка Румунија       | 8:39,45  | Улрике Брунс Источна Немачка | 8:40,30     |
| Токио 1991. детаљи    | Татјана Самоленко-Доровских СССР | 8:35,82     | Јелена Романова СССР          | 8:36,06  | Susan Sirma Кенија           | 8:39,41 АФР |
| Штутгарт 1993. детаљи | Ћу Јун Сја Кина                  | 8:28,71 РСП | Џанг Линли Кина               | 8:29,25  | Џанг Лижонг Кина             | 8:31,95     |

## Биланс медаља
| Пласман | Држава           |   |   |   |    |
| ------- | ---------------- | - | - | - | -- |
| 1.      | Совјетски Савез  | 2 | 1 | 1 | 4  |
| 2.      | Кина             | 1 | 1 | 1 | 3  |
| 3.      | Сједињене Државе | 1 | - | - | 1  |
| 4.      | Румунија         | - | 1 | - | 1  |
|         | Западна Немачка  | - | 1 | - | 1  |
| 6.      | Источна Немачка  | - | - | 1 | 1  |
|         | Кенија           | - | - | 1 | 1  |
|         | Укупно {7}       | 4 | 4 | 4 | 12 |